# ماتياس لاودا
ماتياس لاودا (بالألمانية: Mathias Lauda)‏ هو سائق سيارة سباق نمساوي، ولد في 30 يناير 1981 في سالزبورغ في النمسا.

## وصلات خارجية
- الموقع الرسمي
- ماتياس لاودا على موقع Racing-Reference.info (الإنجليزية)
- ماتياس لاودا على موقع DriverDB.com (الإنجليزية)